# Aleksandr Ananczenko
Aleksandr Jewgieniewicz Ananczenko (ros. Александр Евгеньевич Ананченко; ur. 2 lutego 1966 w Sełydowem) – ukraiński polityk i separatysta, od 7 września do 18 października wicepremier, następnie premier Donieckiej Republiki Ludowej (od 18 października 2018 do 6 lutego 2020 i ponownie od 14 lutego 2020 do 8 czerwca 2022).

## Życiorys
Urodził się w 1967 roku. Ma ukraińskie obywatelstwo i wykształcenie wyższe. Był dyrektorem oddziału przedsiębiorstwa „Wniesztorgsierwis” należącego do oligarchy Serhija Kurczenko w miejscowości Kryweć, a także jego doradcą. Od 2013 przebywa na terenie wschodniej Ukrainy, w 2014 zaangażował się w bunt separatystów w Donbasie. 7 września 2018 powołany na stanowisko wicepremiera Donieckiej Republiki Ludowej. Po rezygnacji Dienisa Puszylina 18 października 2018 przejął tymczasowo fotel premiera (wicepremierem został zaś były mer Doniecka Igor Martynow). 1 grudnia 2018 został pełnoprawnym szefem rządu. Odwołany z funkcji 6 lutego 2020, jednak powrócił na nią już 8 dni później. 8 czerwca 2022 zrezygnował z pełnienia funkcji premiera, co doprowadziło do dymisji rządu DRL.